# Forever Is Over
Forever Is Over é o primeiro single do segundo álbum de estúdio, Wordshaker, do girl group britânico The Saturdays. Foi lançado em 4 de outubro de 2009.

## Formatos e faixas
| CD single |                   |         |  |
| N.º       | Título            | Duração |  |
| 1.        | "Forever Is Over" | 3:24    |  |
| 2.        | "I Can't Wait"    | 3:44    |  |

| Single digital |                                            |         |  |
| N.º            | Título                                     | Duração |  |
| 1.             | "Forever Is Over" (edição para rádio)      | 3:24    |  |
| 2.             | "Forever Is Over" (Manhattan Clique Remix) | 6:14    |  |

## Paradas musicais
| Parada (2009)       | Melhor posição |
| ------------------- | -------------- |
| Irish Singles Chart | 9              |
| UK Singles Chart    | 2              |